# Kendra Smith
Pour les articles homonymes, voir Smith.
Kendra Smith (née le 14 mars 1960) est une musicienne rock américaine.

## Biographie
Smith étudie  à l'université de Californie à Davis.
Après le groupe punk Suspects en 1979, Smith forme The Dream Syndicate en 1981 avec Steve Wynn, et enregistre un EP et un album en tant que bassiste avec le groupe avant de partir en 1983 pour rejoindre David Roback, l'ancien guitariste de Rain Parade, dans Rainy Day (elle avait déjà travaillé avec Roback, fournissant des chœurs sur l'album de Rain Parade Emergency Third Rail Power Trip). Rainy Day sort un album et un single en 1984 avant que Roback et Smith ne forment un duo dans le groupe aux teintes psychédéliques Clay Allison, plus tard Opal.
Opal ne sort qu'un seul disque, l'EP Northern Line, et un album, Happy Nightmare Baby, avant de se séparer, mais avait enregistré suffisamment de matériel pour la compilation Early Recordings. Smith quitte Opal lors de la dernière tournée du groupe, lassée des directives de Roback, et est remplacée par Hope Sandoval, Opal change alors son nom en Mazzy Star après la tournée.
Elle arrête une première fois la musique et vit de métiers alimentaires comme secrétaire de direction.
Smith forme un nouveau groupe, The Guild of Temporal Adventurers, avec Jonah Corey et A. Phillip Uberman, qui sortent un mini-LP éponyme en 1992, avec Smith jouant de l'harmonium. Ses membres l'influencent vers une nouvelle vie dans la nature.
Le label 4AD publie en 1995 son premier album solo, Five Ways of Disparing. Elle vit dans les bois du nord de la Californie du Nord depuis la fin des années 1980, dans une petite cabane sans électricité, et y repart après avoir fait deux apparitions pour promouvoir l'album dont une à Londres au siège du label.
En 2017, Smith chante sur le dernier morceau de l'album de retrouvailles de The Dream Syndicate, How Did I Find Myself Here?, sa première apparition sur un enregistrement musical depuis 1995, et revient avec le groupe pour des concerts, les premiers depuis Terrastock 2 en 1998. En 2018, elle contribue à la chanson Moon Boat à la bande originale du film Leave No Trace.